# فرهنگ در برزیل
فرهنگ برزیل در فرهنگ پرتغال ریشه دارد. استعمارگران و مهاجران پرتغالی مذهب کاتولیک روم، زبان پرتغالی و بسیاری دیگر از سنت‌ها و آداب و رسومی را با خود به برزیل آوردند که امروزه هنوز فرهنگ برزیل را تحت تأثیرقرار می‌دهد.
فرهنگ برزیل به عنوان کشوری چند نژاده، تأثیرات دیگری را نیز پذیرا بوده است. سرخ‌پوستان برزیل بر زبان و آشپزی این کشور تأثیر گذاشته و آفریقاییانی نیز که به عنوان برده به این کشور وارد شده بودند نیز بیشتر بر موسیقی، رقص، آشپزی و زبان برزیل تأثیر گذاشتند.  مهاجران ایتالیایی، آلمانی و مهاجرانی از دیگر کشورهای اروپایی نیز در تعدادی بسیار به برزیل گام گذاشتند و تأثیر آنان بیشتر در جنوب شرقی و جنوب برزیل مشهود است.